# Focke-Wulf Fw 56 Stösser
Focke-Wulf Fw 56 Stösser var ett tyskt skolflygplan från andra världskriget.
Planet designades av Kurt Tank och var det första plan han hade ansvar från ända från början. När prototypen utvärderades visade det sig att det fanns problem med landningshjulen dessa problem rättades till i Fw 56 V2 versionen (plus några andra ändringar) ännu en variant med förbättringar (Fw 56 V3) flög 1934. 1935 deltog planet i en utvärderingstävling tillsammans med Arado Ar 76 och Heinkel He 74 och den vann tävlingen. Fw 56:an spelade en roll i Ernst Udets idéer kring störtbombningsteknik och på hans initiativ monterades bombhållare under vingarna. Luftwaffe beställde ett stort antal plan för utbildning av jakt- och störtbombarpiloter. Österrike och Ungern beställde även ett antal plan och ett mindre antal gick till civila piloter, däribland Gerd Achgelis. Totalt tillverkades det cirka 1000 stycken Fw 56:or.